# Simon Crafar
Simon Crafar est un pilote de vitesse moto néo-zélandais né à Waiouru le 15 janvier 1969. 
Il se fait connaître des circuits internationaux en participant aux épreuves du Championnat du monde de Superbike de 1990 à 1997 et de 2000.
Il commence sa carrière en Grand Prix en 1993 au Grand Prix d'Espagne dans la catégorie reine: la 500 cm3 sur Yamaha. Puis, dans la même saison, à partir du Grand Prix d'Europe, on le retrouve dans la catégorie 250 cm3 sur Yamaha.

Après 4 ans d'absence en Grand Prix, mais courant toujours sur les circuits du Championnat du monde de Superbike, il revient en 1998, toujours en 500 cm3, qui sera sa meilleure saison de sa carrière, en remportant son unique victoire d'un Grand Prix, celui de Grande-Bretagne. Puis, il réapparaît en 1999 pour une demi-saison.

Il a marqué 17 points au championnat du monde des pilotes catégorie 250 cm3 et 145 points en catégorie 500 cm3 durant sa carrière.

## Carrière en Grand Prix
| Année | Cat.    | Équipe | Moto          | GP | Vict. | Podiums | Poles | Mtour | Pts | Position |
| ----- | ------- | ------ | ------------- | -- | ----- | ------- | ----- | ----- | --- | -------- |
| 1993  | 250 cm³ |        | Suzuki        | 7  | 0     | 0       | 0     | 0     | 17  | 21e      |
| 1993  | 500 cm³ |        | Harris Yamaha | 5  | 0     | 0       | 0     | 0     | 7   | 25e      |
| 1998  | 500 cm³ |        | Yamaha        | 14 | 1     | 3       | 1     | 0     | 119 | 7e       |
| 1999  | 500 cm³ |        | Muz-Weber     | 6  | 0     | 0       | 0     | 0     | 19  | 18e      |